# Mugaarri

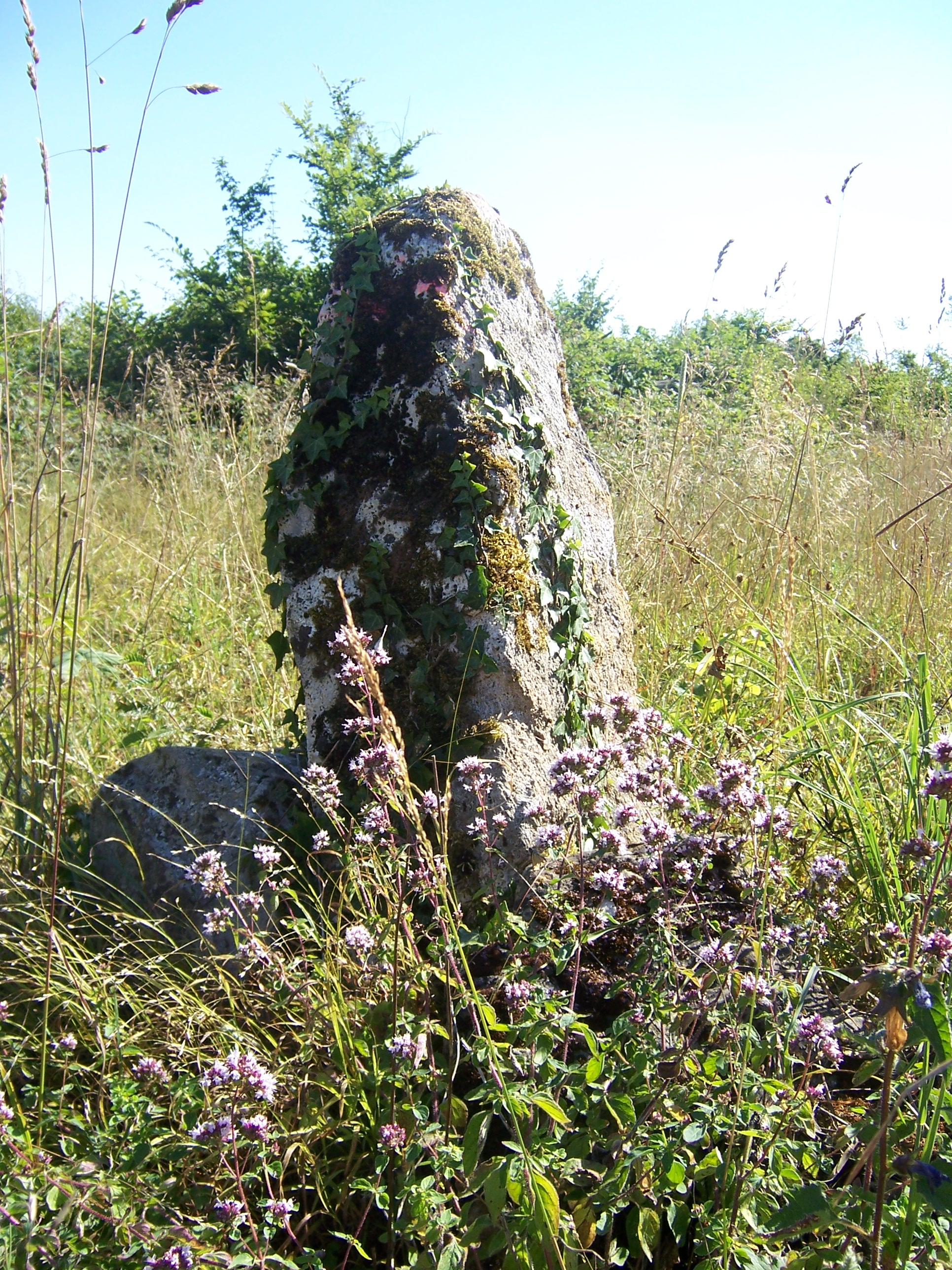
Borne frontière.

Mugarri ou Mugaarri est le mot basque désignant une « borne », une « pierre délimitante, frontalière » dans la mythologie basque. On trouve généralement de grandes pierres en partie enterrées. Elles signalent les limites d'un terrain, d'une propriété privée ou communale. Lorsqu'on pose une borne pour indiquer les limites entre deux propriétés, la tradition veut qu'elle recouvre des fragments de tuiles et de charbon, et qu'on la place en présence des parties intéressées, plus deux hommes servant de témoins.

## Étymologie
Mugaarri signifie « borne » en basque, de muga frontière et arri pierre. Le suffixe -a désigne l'article, mugaarria se traduit donc par « la borne », « la pierre délimitante ».

## Historique
Autrefois, pour marquer un sel (voir la note ci-dessous) ou zone de pacage (terrain octroyé par la communauté au profit d'un particulier) on signalait cet espace à l'aide d'une borne centrale appelée austarria (pierre de cendre). Près d'elle se trouvait la cabane du berger. C'est ce type de cabane que l'on trouve sur un dolmen situé sur ce col.

## Légendes
À propos de la matérialisation des limites entre propriétés communales, on raconte plusieurs légendes. Ainsi, pour marquer l'endroit où se trouve la borne qui signifie les confins des terres du Goizueta et de Leitza en Navarre, les deux communautés décidèrent qu'à la même heure deux jeunes filles partiraient du centre de leurs villages respectifs en direction de l'autre et que l'on placerait une borne à l'endroit où elles se croiseraient. Celle de Leitza courut sans repos mais celle de Goizueta fut plutôt préoccupée d'arranger sa chevelure. C'est pour cela que le lieu de rencontre fut bien plus proche de Goizueta que de Leitza.
On considère comme un crime très grave le fait de déplacer frauduleusement une borne. La conscience populaire se fait l'écho de telles pratiques et des châtiments correspondants. On dit dans la région d'Ataun, un navarrais changea de place la borne d'Irumugaata borne qui signale les limites d'Ataun, de Bakaikoa et d'Etxarri-Aranatz. Lorsqu'il mourut, il erra par les cieux d'Irumugaata en clamant :
« Irumugaatako magaria, nere animaren galgarria. Nun sarrr, nun sar? »
« La borne d'Irumugaata, la perte de mon âme. Où la mettre, où ? »
Un autre navarrais lui répondit, de nuit :
« Atea dean tokian sar zak »
« Mets-la où tu l'as prise. »
On n'entendit plus parler le mort.
D'après un récit de Betelu (Navarre), un individu se mit en tête de retirer les fragments de tuile que l'on enfouissait sous les 
es. Après sa mort il errait de nuit, chargé de tuiles et allait en criant : 
« Quelle charge ! »
« Pose là », lui répondit quelqu'un.
« Où ? »
« Là où tu l'as prise. »
On n'entendit plus la voix.

### Note
Le sel (ou saroi, kortia, etc.) est une unité souvent circulaire qui détermine des modes d'occupation de l'espace. Ce système est très ancien. Pour une étude ethnographique de la borne et de la limite, voir la bibliographie ci-dessous.